# Leopold Barsch
Leopold Barsch (* 21. März 1888 in Langenzersdorf; † 18. Juli 1945) war österreichischer Politiker (CS), Abgeordneter zum niederösterreichischen Landtag und Landeshauptmann-Stellvertreter von Niederösterreich.

## Leben
Leopold Barsch wurde am 21. März 1888 in Langenzersdorf geboren. Nachdem er Gymnasien in Korneuburg und Stockerau besuchte studierte er bis 1913 Jus an der Universität Wien. Nach der Gerichtspraxis kam er 1914 zur Böhmischen Escompte-Bank in Prag. Im Ersten Weltkrieg war Barsch in russischer  Kriegsgefangenschaft. Nach drei Jahren in Sibirien flüchtete er und wirkte an der Piaveoffensive im Juni 1918 mit. Nach seinem Kriegseinsatz übernahm er den elterlichen Betrieb und wurde Weinbauer. 
Von 1919 bis 1938 war er Bürgermeister von Langenzersdorf, 1922 wurde er Vizepräsident der neu gegründeten Landes-Landwirtschaftskammer und blieb dies bis 1937.
Bereits 1922 wurde er für den zurückgetretenen Johann Mayer in die I. Gesetzgebungsperiode des niederösterreichischen Landtags berufen. Nach der Landtagswahl 1927 wurde er zum Landesrat ernannt, von 1931 bis 1935 war er auch Landeshauptmann-Stellvertreter. Barsch verstarb am 18. Juli 1945.
In Langenzersdorf wurde die Dr.Leopold Barsch Straße ⊙ nach ihm benannt.